# Momsregistreringsnummer
Momsregistreringsnummer är ett unikt serienummer som i EU tilldelas alla som registreras för redovisning av moms av medlemsstatens skattemyndighet. I internationella sammanhang kallas det för VAT-nummer, där VAT är en förkortning av det engelska value-added tax.

## Numrets konstruktion
Det finns en internationell standard för momsregistreringsnummer. De består av en två-bokstavskod och innehåller ett antal, max 12 siffror (ibland bokstäver). Två-bokstavskoden kommer från standarden ISO 3166-1 alpha-2, utom för Grekland som har EL.
Ett svenskt momsregistreringsnummer är baserat på ett 10-siffrigt personnummer eller organisationsnummer. Det inleds med den svenska landskoden SE och avslutas alltid med 01. Eftersom varken bindestreck eller mellanrum skall förekomma är svenska momsregistreringsnummer alltid 14 tecken: SE999999999901, där de tio niorna ersätts med personnummer eller organisationsnummer.
Momsregistreringsnummer i andra EU-länder kan ha varierande format, men brukar baseras på de organisationsnummer som finns i landet. Dock börjar de alltid med det aktuella landets landskod.
Även de flesta europeiska länder utanför EU och många länder i Sydamerika och några andra länder, har infört internationella momsregistreringsnummer.